# Юрченко, Виталий Васильевич
Вита́лий Васи́льевич Ю́рченко (укр. Віталій Васильович Юрченко; род. 10 января 1935, Шепетовка Хмельницкая область) — советский киновед, редактор. Член Национального союза кинематографистов Украины.

## Биография
Родился 10 января 1935 года в городе Шепетовка Хмельницкой обл. в семье служащего.
Окончил киноведческий факультет Всесоюзного государственного института кинематографии (1966).
Работал ассистентом режиссёра на студии «Укртелефильм».
С 1968 г. — редактор Киевской киностудии художественных фильмов, возглавляет объединение «Талисман».

## Фильмография
Работал в лентах:
- «Белая птица с чёрной отметиной» (1970),
- «Крутой горизонт» (1970),
- «Адрес вашего дома» (1972),
- «Рожденная революцией» (1974, 3 с)
- «Мечтать и жить» (1974),
- «Красный петух плимутрок» (1975, т/ф),
- «Переходим к любви» (1975, т/ф),
- «Праздник печёной картошки» (1976),
- «Эквилибрист» (1976, т/ф),
- «Море» (1978, 2 с),
- «Накануне премьеры» (1978),
- «Полоска нескошенных диких цветов» (1979)
- «Лесная песня. Мавка» (1980),
- «Такая поздняя, такая тёплая осень» (1981),
- «…Которого любили все» (1982),
- «Если можешь, прости» (1984),
- «Колыбельная» (1985),
- «Вклонись к земле» (1988),
- «Распад» (1989) и др.

## Ссылка
- Юрченко Віталій (англ.) на сайте Internet Movie Database (англ.)